# Philippa Boyens
Philippa Boyens is een Nieuw-Zeelandse Academy Award-winnende scenarioschrijver en filmproducent. Ze werd bekend voor haar werk aan de Lord of the Rings-films.

## Biografie
Boyens studeerde in 1994 af aan de "University of Auckland". Ze ging in het theater aan de slag en was directeur van de "New Zealand Writers Guild". Reeds in haar kinderjaren raakte Boyens gefascineerd door de The Lord of the Rings-boeken van J.R.R. Tolkien. Ze werd door Peter Jackson en Fran Walsh aangetrokken om hen te komen helpen met het schrijven van de scenario's voor de Lord of the Rings films. In 2004 won Boyens samen met Jackson en Walsh de Oscar voor Beste Bewerkte Scenario.

## Filmografie
| Jaar | Film                                              | Functie               |
| ---- | ------------------------------------------------- | --------------------- |
| 2001 | The Lord of the Rings: The Fellowship of the Ring | Scenario              |
| 2002 | The Lord of the Rings: The Two Towers             | Scenario              |
| 2003 | The Lord of the Rings: The Return of the King     | Scenario              |
| 2005 | King Kong                                         | Scenario Co-producent |
| 2009 | District 9                                        | Co-producent          |
| 2009 | The Lovely Bones                                  | Scenario Co-producent |
| 2012 | The Hobbit: An Unexpected Journey                 | Scenario Co-producent |
| 2013 | The Hobbit: The Desolation of Smaug               | Scenario Co-producent |
| 2014 | The Hobbit: The Battle of the Five Armies         | Scenario Co-producent |